# Schnepfau
Schnepfau est une commune autrichienne du district de Brégence dans le Vorarlberg.